# Phytoextraction
La phytoextraction est une des méthodes de phytoremédiation qui utilise des plantes absorbant et concentrant dans leurs parties aériennes les polluants contenus dans le sol (souvent des Éléments-traces métalliques : ETM). On utilise souvent des plantes accumulatrices et/ou hyperaccumulatrices qui sont capables de tolérer et d'accumuler les ETM (on parle de plante (hyper-)tolérante à la teneur en polluant du sol). La phytoextraction a de nombreux avantages :
- Elle est peu coûteuse en comparaison des techniques traditionnelles de décontamination
- Elle ne nuit pas aux activités biologiques du sol
- Elle permet la reprise de l’exploitation agricole des parcelles une fois décontaminées

Elle constitue donc une alternative écologique aux méthodes d’extractions physico-chimiques des ETM. En contrepartie, la phytoextraction demande beaucoup de temps, parfois des dizaines d’années, puisque les plantes absorbent les polluants à mesure qu’elles croissent. C’est pourquoi plusieurs recherches sont faites afin de trouver les plantes les plus efficaces ou encore afin de trouver des moyens pour améliorer leur efficacité afin qu’elles croissent plus rapidement. 

## Origine des plantes accumulatrices
Certaines plantes accumuleraient des métaux normalement toxiques pour les végétaux parce que certains métaux toxiques se retrouvent naturellement dans le sol en faible quantité et que les plantes poussant dans des sols ainsi contaminés se sont adaptées à ces conditions. Ensuite, certaines plantes auraient pu avoir évolué en accumulant dans leurs tissus ces métaux, devenant par le fait même toxiques, afin de se protéger de l’herbivorie et devenant des plantes accumulatrices telles qu’utilisées dans le processus de phytoextraction (bien qu’aucune étude n’ait présentement pu prouver cette théorie).

## Types de plantes idéales
Pour qu’une plante soit intéressante afin de l’utiliser en phytoextraction, elle doit être en mesure d’accumuler efficacement les métaux dans ses parties récoltables (parties aériennes). Si la plante peut procurer des bénéfices financiers (fibres, huiles essentielles, biocarburants, etc.) en plus des bénéfices écologiques, cela la rend d’autant plus intéressante. Les plantes sauvages étant capables d’une part d’accumuler des grandes quantités d’ETM et d’autre part de produire une grande quantité de biomasse sont rares. Ces deux qualités sont indispensables pour que la phytoextraction soit rentable.  Les recherches en cours s’intéressent donc à trouver et sélectionner les plantes les plus efficaces à ce niveau, afin de développer l’industrie de la phytoextraction. Cependant, même avec une plante idéale, la phytoextraction peut prendre plusieurs dizaines d’années avant de décontaminer un site.

## Amélioration de l’efficacité de la phytoextraction
On peut augmenter la vitesse à laquelle les plantes vont décontaminer un site par la manipulation génétique des plantes, par l’amélioration des performances des plantes en sélectionnant des individus hyperaccumulateurs ou encore par l’augmentation artificielle de la mobilité des métaux polluant le sol. Une autre technique consiste à inoculer le sol avec des microorganismes favorisant l’augmentation de la biomasse des plantes. En effet, plus la plante possède de biomasse au niveau des parties aériennes, plus elle est en mesure de stocker les métaux dans ces parties (les feuilles, par exemple).

## Deux méthodes
Deux méthodes de phytoextraction sont possibles : la méthode continue et la méthode induite. Elles se différencient par la capacité et la manière d'accumuler les métaux-lourds
La méthode continue est appliquée à des plantes naturellement hyperaccumulatrices. Les polluants sont captés durant toute la croissance de la plante qui sera ensuite récoltée.
La méthode induite est utilisée pour l'absorption de métaux toxiques difficilement accumulables dans la plante. Pour ce faire, l'ajout de chélateurs sert à enclencher l'extraction du polluant.

## Le futur des polluants
Après incinération des parties aériennes, le polluant (souvent métallique) peut soit être utilisé dans l'industrie (phytominage), soit être stocké isolement pour créer un autre site à forte pollution s'il s'agit de métaux lourds non essentiels et toxique. Le phytominage est une application de la phytoextraction qui pourrait permettre  de rentabiliser la décontamination de sol pollués. La technique consiste en la récupération des métaux accumulés dans les plantes, pour ensuite les exploiter. Une autre possibilité intéressante pour l’industrie est de permettre l’exploitation de sols contenant une trop faible concentration de métaux d’intérêt pour être rentable en le minant de façon conventionnelle. En effet, des recherches suggèrent qu’avec un minimum de sélection pour obtenir des plantes performantes, le phytominage pourrait être aussi rentable que d’autres cultures traditionnelles.